# Адамсвил (Охајо)
Адамсвил (енгл. Adamsville) град је у америчкој савезној држави Охајо.

## Демографија
По попису из 2010. године број становника је 114, што је 13 (-10,2%) становника мање него 2000. године.
| Група             | 2000.        | 2010.       |
| Белци             | 127 (100,0%) | 113 (99,1%) |
| Афроамериканци    | 0 (0,0%)     | 0 (0,0%)    |
| Азијати           | 0 (0,0%)     | 0 (0,0%)    |
| Хиспаноамериканци | 0 (0,0%)     | 0 (0,0%)    |
| Укупно            | 127          | 114         |